# Otakar Vávra

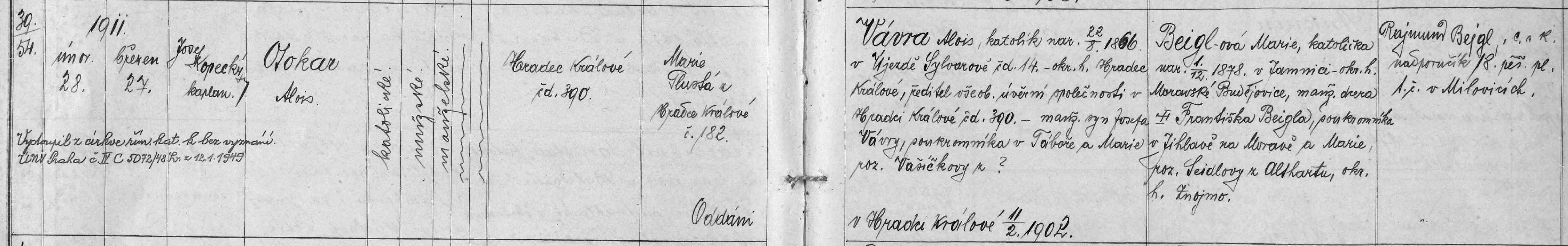
Otakar Vávra, Záznam o narození a křtu

Otakar Vávra (28. února 1911 Hradec Králové – 15. září 2011 Praha) byl český filmový režisér, scenárista a pedagog. Mezi jeho významná režijní díla patří filmy husitské trilogie Jan Hus, Jan Žižka a Proti všem (1954–1956), Romance pro křídlovku (1966) a Kladivo na čarodějnice (1969). Hodnocení jeho osobnosti je značně rozporuplné: bývá označován za nejvýznamnějšího představitele českého filmu, který se přizpůsobil každému režimu, ale také za jednu z jeho nejpřínosnějších osobností. Vychoval také řadu tvůrců tzv. nové vlny.

## Život
Narodil se v rodině ředitele všeobecné úvěrní společnosti v Hradci Králové Aloise Vávry (1866–??) a jeho manželky Marie, rozené Beiglové (1878–??); rodiče byli oddáni v Hradci Králové 11. února 1902, necelý měsíc před narozením jeho staršího bratra, spisovatele a scenáristy Jaroslava Raimunda Vávry.
Studoval v Brně a Praze architekturu. Během let 1929–1930, kdy stále ještě studoval, spolupracoval na několika dokumentech. Roku 1931 produkoval experimentální film Světlo proniká tmou (i následující krátké filmy Žijeme v Praze a Listopad byly experimentálními snímky). Od roku 1937, kdy natočil Filosofskou historii, byl profesionálním filmovým režisérem.
V době nacistické diktatury za druhé světové války se soustředil převážně na tvorbu politicky neutrálních psychologických filmů. Za svou činnost tehdy přijal státní ocenění Čestný štít Protektorátu Čechy a Morava s orlicí svatého Václava, za což byl později výrazně kritizován. Když se jednou Arnošt Lustig ptal Otakara Vávry, proč přijal toto vyznamenání, odpověděl mu: „To jsem si myslel, že jste chytřejší, pane Lustigu. Kdybych Svatováclavskou orlici nepřijal, do večera jsem skončil v Kobylisích na popravišti.“
Od roku 1945 byl v KSČ. V roce 1946 podepsal prokomunistické „Májové poselství kulturních pracovníků českému lidu!“ publikované před parlamentními volbami do Národního shromáždění. Tento předvolební manifest podepsalo celkem 843 kulturních pracovníků a komunisté volby vyhráli. Dne 23. února 1948 se stal členem Ústřední akčního výboru Národní fronty a podepsal výzvu prokomunistické inteligence Kupředu, zpátky ni krok!, jež byla publikována dne 25. února 1948 pro podporu komunistického převratu. Později, v roce 1977, připojil svůj podpis i k prohlášení „Anticharty“.
V roce 2001 byl vyznamenán Českým lvem za celoživotní přínos české kinematografii i Cenou za mimořádný umělecký přínos světovému filmu na karlovarském filmovém festivalu a v roce 2004 Medailí Za zásluhy. Oceněn tak byl prakticky každým politickým systémem, kterým prošel, nacistickým, komunistickým i demokratickým.
Z prvního manželství měl jednoho syna. Jeho starší bratr Jaroslav Raimund Vávra byl též spoluautor scénáře filmu Krakatit. Jeho mnohaletou partnerkou, posléze manželkou až do závěru života byla téměř o 40 let mladší režisérka Jitka Němcová.
Zemřel 15. září 2011 dvě hodiny před půlnocí na pooperační komplikace zlomeniny kyčelního krčku.

## Umělecká kariéra

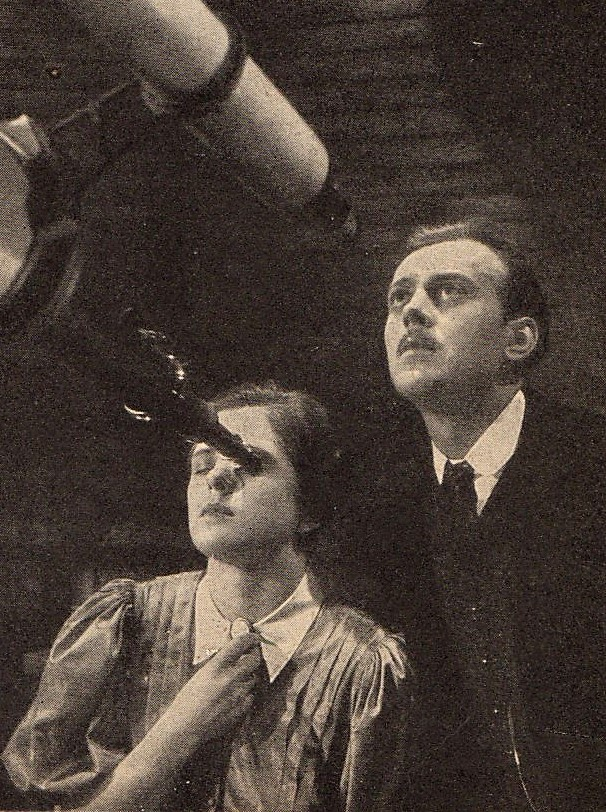
Historický snímek Turbina náleží do Vávrovy linie psychologických filmů, které natáčel v době nacistické diktatury ve 40. letech

Otakar Vávra zahájil svou filmovou dráhu počátkem 30. let, kdy jako experimentální filmař ve skromných podmínkách realizoval krátkometrážní snímky Světlo proniká tmou a Žijeme v Praze, ovlivněné evropskými avantgardními filmovými trendy. Po spolupráci na scénářích k filmům jiných tvůrců samostatně debutoval v roce 1937 snímkem Filosofská historie. Coby režisér byl Vávra velmi ambiciózní a cíleně se snažil vyčleňovat z průměru soudobé domácí produkce. I proto se v průběhu celé své kariéry obracel k adaptacím kvalitních literárních předloh a ve svých filmech poskytoval příležitosti těm nejlepším filmovým a divadelním hercům. Také odborná kritika začala Vávru brzy vnímat jako režiséra, jehož filmy znamenají záruku umělecké kvality.

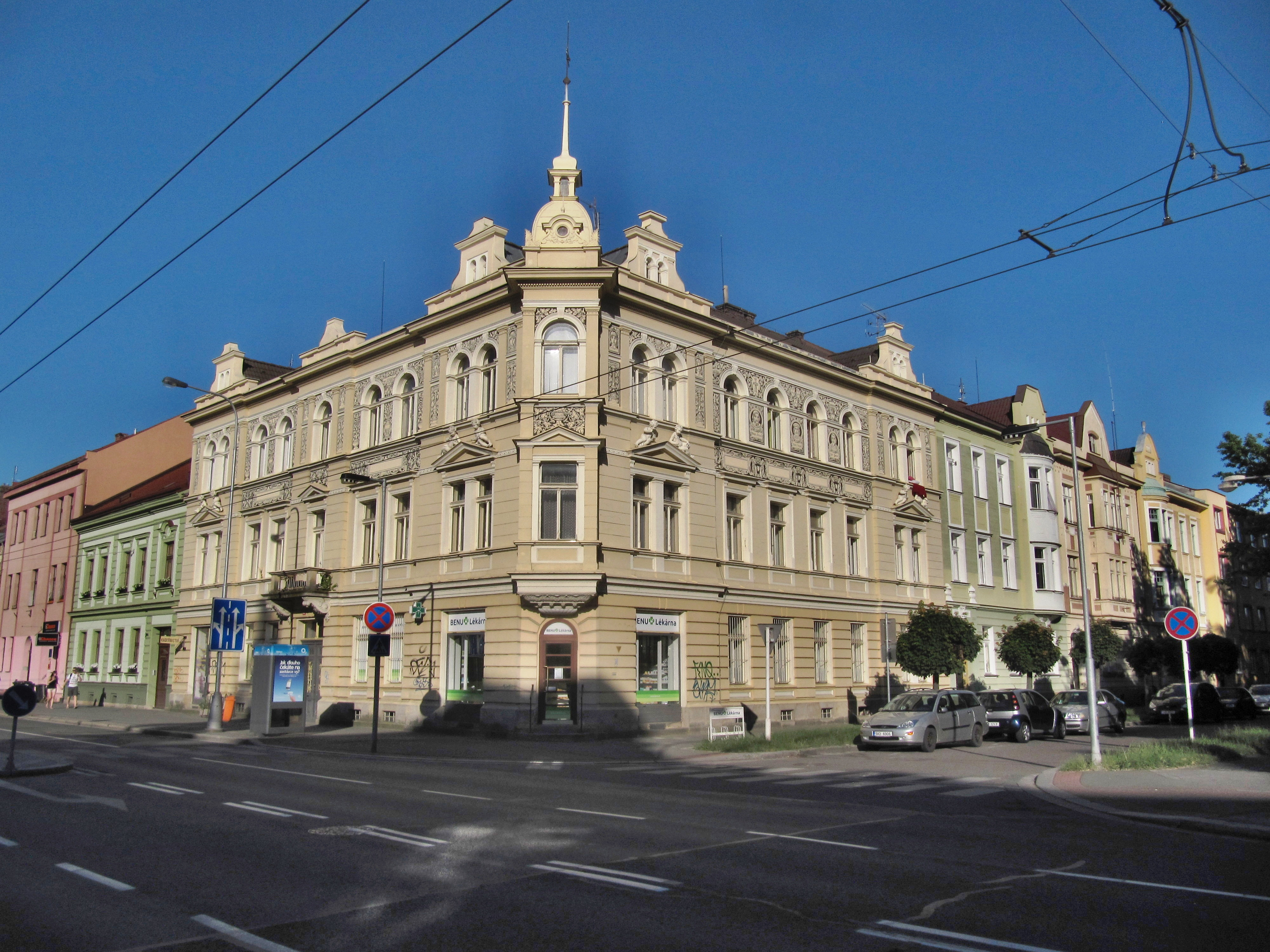
Vávrův rodný dům v Hradci Králové

Do roku 1945 se Vávra soustřeďoval na psychologické filmy, které se často zaměřovaly na osudy ženských hrdinek a vycházely z literárních předloh: Panenství podle Marie Majerové, Pacientka doktora Hegla podle Marie Pujmanové, Kouzelný dům podle K. J. Beneše nebo Turbina podle K. M. Čapka-Choda. K linii psychologických filmů náleží i snímek Šťastnou cestu, jímž Vávrova tvorba do roku 1945 vrcholí. Jeho tehdejší filmografie však zahrnuje i zdařilé komedie (Cech panen kutnohorských, Dívka v modrém) nebo zástupce poetického filmu (Pohádka máje).
Vávra se již během protektorátu podílel na přípravách zestátnění kinematografie, k němuž došlo v roce 1945. V celém období státního filmu patřil k nejrespektovanějším režisérům, jenž měl pro uskutečňování vlastních tvůrčích vizí zajištěny mnohdy mimořádné podmínky. Jako člen nejrůznějších schvalovacích komisí a sborů navíc významně ovlivňoval i tehdejší filmovou dramaturgii. Toto výsostné postavení režisérovi usnadňovala jeho přiznaná levicová orientace. Někteří Vávru označovali za oportunistu, který se vždy obratně přizpůsobil politickému režimu či historické situaci, k čemuž Vávra později poznamenal: „Práce pro mě byla nejdůležitější, chtěl jsem točit, a tak jsem občas uhnul.“

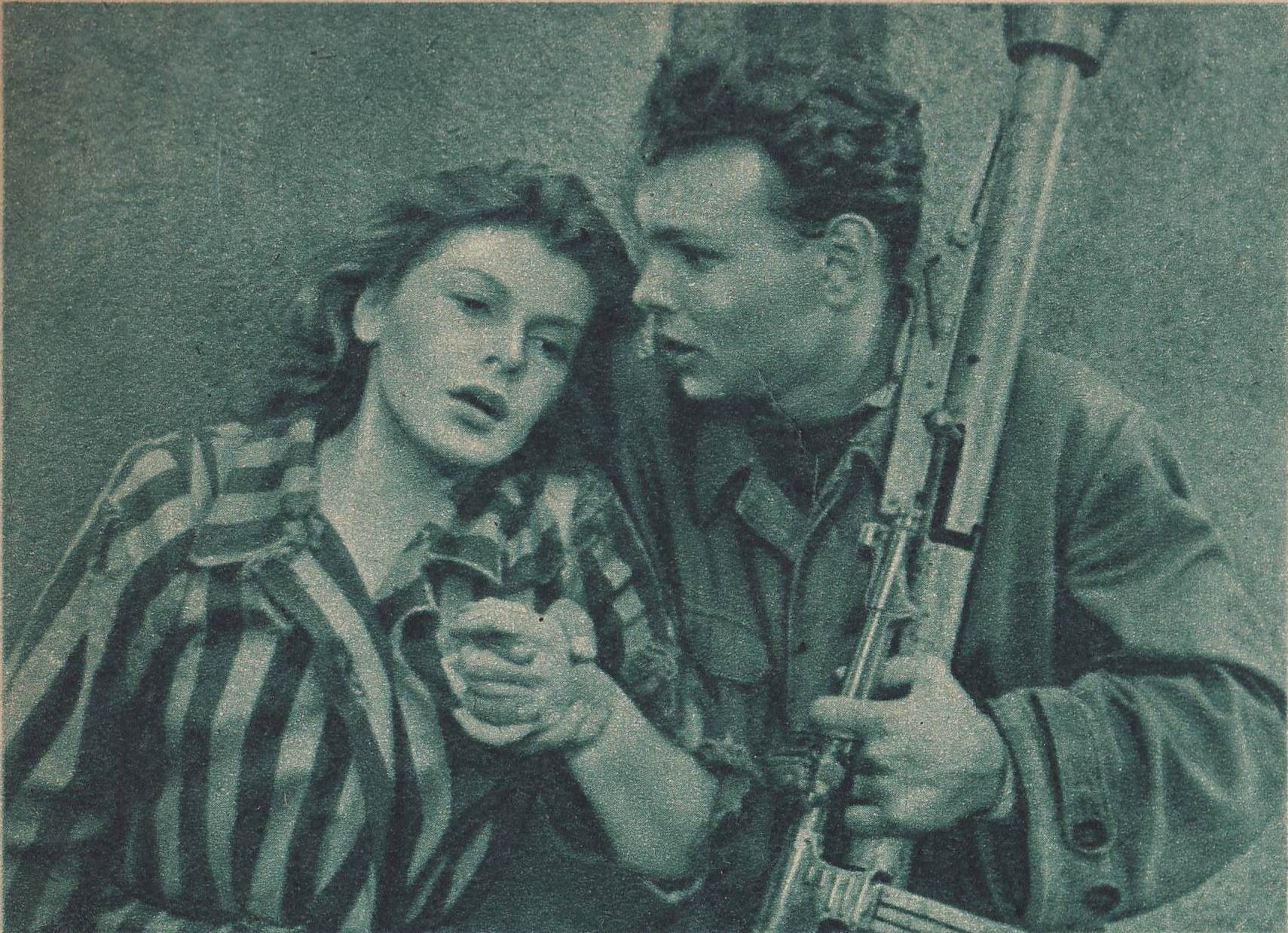
Němou barikádu podle předlohy Jana Drdy natočil Vávra v roce 1949 inspirován italským filmovým neorealismem

I v nových podmínkách pokračoval Vávra v adaptacích moderních literárních předloh (Předtucha, Krakatit, Němá barikáda) a po roce 1948 se přiklonil k preferovaným tématům ovlivněným socialistickým realismem. Ve filmu Nástup schematicky přiblížil odsun německých obyvatel z pohraničí po roce 1945. Historická trilogie Jan Hus, Jan Žižka a Proti všem byla ovlivněna deformovaným výkladem husitství v souladu s tezemi Zdeňka Nejedlého. Tyto filmy vzniklé na motivy děl Aloise Jiráska patřily k vůbec nejnákladnějším projektům české kinematografie 50. let.
Vrchol Vávrovy tvorby spadá do období 60. let. I díky všeobecnému společensko-politickému uvolnění vstřebává režisér do svých děl nové, překvapivé impulzy. Opět podle literárních předloh natočil snímky Zlatá reneta a Romance pro křídlovku, inspirované moderní filmovou poetikou nové vlny. V roce 1969 pak realizoval film Kladivo na čarodějnice, jenž bývá vykládán jako podobenství vykonstruovaných politických procesů 50. let. Mnozí právě tento snímek považují za Vávrův vůbec nejlepší filmový počin a dokonce i sám režisér ho vnímal jako svůj „poslední nejlepší film“.

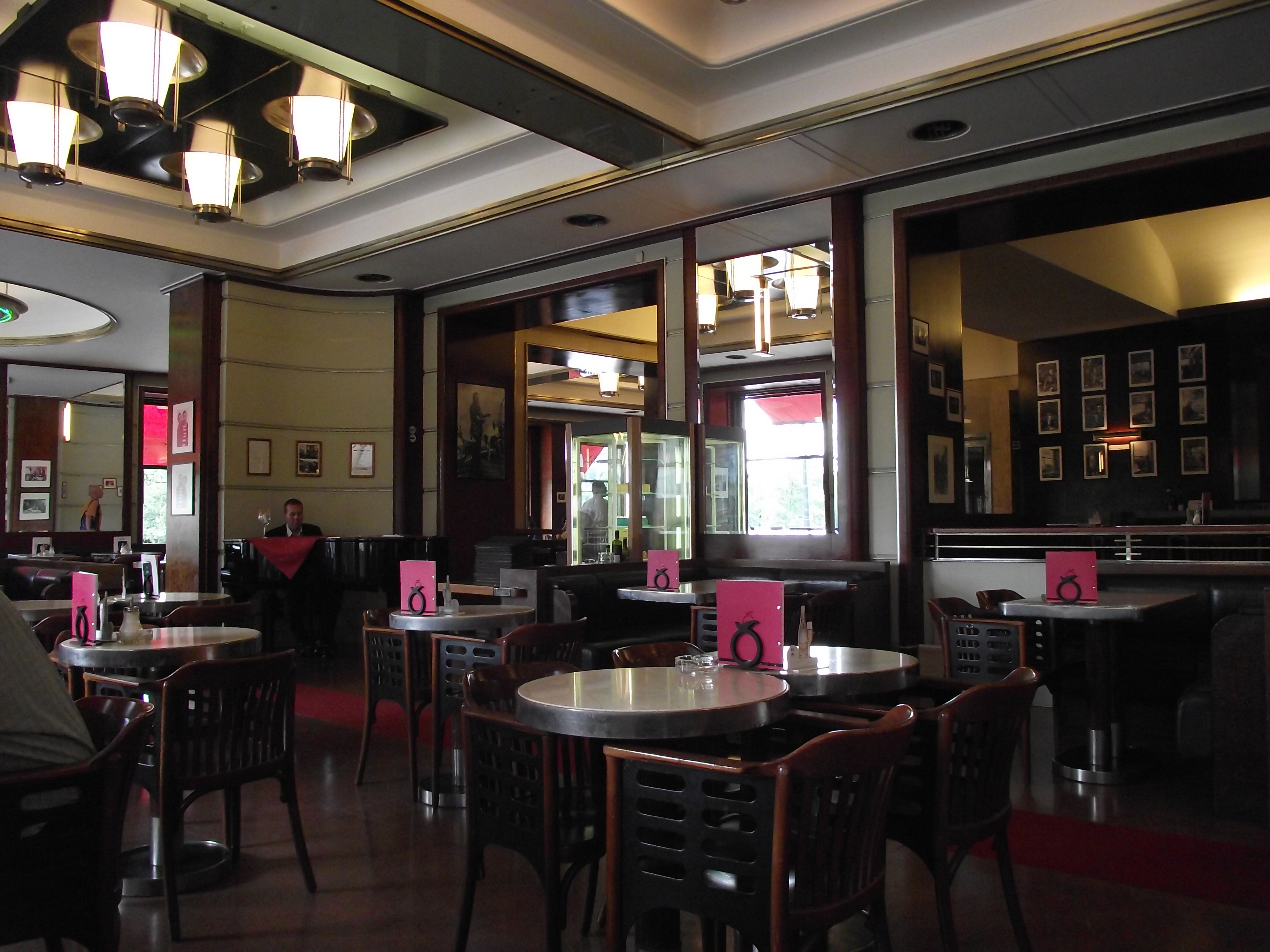
Kavárna Slavia v Praze – dějiště Vávrova prvního a posledního videoklipu z roku 2006

Po nástupu normalizace se Vávra znovu přizpůsobil nastalé situaci – hned počátkem 70. let realizoval další velkolepou historickou trilogii Dny zrady, Sokolovo a Osvobození Prahy, v níž v duchu normalizační ideologie zdůraznil významnou roli komunistů v klíčových událostech druhé světové války. V příštích letech dosahovala jeho tvorba spíše průměrných kvalit. Soustřeďoval se především na historické filmy vztahující se k významným osobnostem domácích dějin: Příběh lásky a cti o vztahu Jana Nerudy a Karoliny Světlé, Putování Jana Amose o osudech Komenského nebo Veronika zachycující část soukromého života Boženy Němcové. Pod názvem Temné slunce podruhé adaptoval Čapkův Krakatit, tentokrát v tehdy vysoce aktuálním pojetí hrozby atomového útoku. Svou celovečerní tvorbu Vávra uzavřel v roce 1989 historickým snímkem Evropa tančila valčík.
Úplně posledním Vávrovým režisérským dílem se stal videoklip k albu Petra Hapky a Michala Horáčka natočený v roce 2006, kdy bylo Vávrovi již 95 let.
Během svého života natočil přes 50 hraných filmů a k téměř 60 titulům napsal scénář. Vávrova profesní kariéra odráží téměř všechny etapy české kinematografie. Období prvorepublikové, období nacistické diktatury, období zestátněného filmu v éře komunismu i období demokratické tvorby po roce 1989.

## Citáty
| „                | První z těch mladých byl snaživý Otakar Vávra. Jím přišel k filmu vzdělaný režisér s velkým rozhledem. Začal jako scenárista a už tehdy bylo vidět, že je mimořádně talentovaný. Jako režisér dovedl dát dílu pevný vnitřní řád, řád ryze filmový. Uměl dokonale odstínit napětí, naklonit si diváka. Dokázal ho strhnout. To vše uplatnil už ve své první režii, ve "Filozofské historii", kterou přesvědčivě přetlumočil do filmové řeči. Přišel a zvítězil. | “ |
| — Ladislav Boháč | |   |

| „           | Nemohl jsem mu odpustit jeho spolupráci se všemi režimy, zkreslování dějin, filmařskou likvidaci geniálního českého režiséra Alfréda Radoka a podobně. Ale o mrtvých jen dobře. Možná právě proto, že se netrápil se svým charakterem, mohl, na rozdíl od jiných, nepřerušovaně natáčet a dožil se požehnaného věku. | “ |
| — Vít Olmer | |   |

## Významná díla

### Kladivo na čarodějnice
Jeho magnum opus je Kladivo na čarodějnice (1969), film založený na stejnojmenné (1963) knize Václava Kaplického o čarodějnických procesech 17. století. Kaplický se naopak inspiroval knihou Malleus maleficarum.
Děj se soustřeďuje na osudy skutečných obžalovaných v čarodějnických procesech na Moravě;v letech 1678–1695. V době humanismu znovu propukla mezilidská nenávist zapříčiněná mocichtivými jedinci. Inkvizitor Jindřich František Boblig z Edelstadtu rozpoutal sérii procesů, která stála život víc než stovku lidí. Popisem brutality moci film sváděl ke spojení s politickými procesy 50. let, zejména s osudem Milady Horákové nebo s procesem se Slánským. Sám Vávra tento postřeh potvrdil jako správný.
Černobílá alegorie plná symbolů sleduje příběh až do procesu a odsouzení kněze. Neschopnost zastavit zlo hned zpočátku jen inkvizitora podporuje v jeho činech. Film končí jeho slovy: „Já už nejsem obyčejný člověk. Já jsem… nahoře.“
Film byl promítán v menších kinech a později byl stažen z distribuce a byl promítán pouze příležitostně ve filmových klubech.

### Romance pro křídlovku
Dalším z Vávrových tvůrčích vrcholů se stala Romance pro křídlovku (1966). Černobílý film je inspirován stejnojmennou básní Františka Hrubína o lásce mezi studentem, který si užívá letní prázdniny, a dcerou principála. Milenci se rozhodnou utéct, ale otec vybere pro dívku jiného nápadníka. Sám režisér tento film označoval za svůj vůbec nejlepší.
Vávra se v Romanci pro křídlovku inspiroval moderními filmovými postupy nové vlny. Pro spolupráci si přizval i některé z významných osobností, které k okruhu nové vlny patřily: výtvarně se na snímku podílela Ester Krumbachová, asistentkou režie byla Drahomíra Vihanová.

### Krakatit
Krakatit (1947) je film natočený na motivy stejnojmenného románu Karla Čapka z roku 1924. Vynálezce nebezpečné výbušniny v podání Karla Högera se snaží uchovat svůj objev v tajnosti, aby nemohl být zneužit. Pozoruhodná stylizace filmu na pomezí reality a snu ve svém obrazovém pojetí odkazuje k americkým filmům noir.
Po černobílé verzi realizoval Vávra v roce 1980 také verzi barevnou s názvem Temné slunce. Remake snímku posunul příběh do moderní doby a byl ovlivněn dobovou atmosférou ve světe a boji za jaderné odzbrojení. Tato adaptace bývá řazena k nejslabším titulům Vávrovy filmografie.

### Šťastnou cestu
Psychologickým snímkem Šťastnou cestu z roku 1943 vrcholila první fáze Vávrovy filmografie. Ve filmu se splétají osudy čtyř prodavaček z moderního pražského obchodního domu. Každá z nich řeší jiné životní problémy a každá z nich se s nimi jinak vyrovnává. V hlavních rolích se představily největší hvězdy tehdejší české kinematografie, s nimiž Vávra spolupracoval už ve svých předchozích filmech (Adina Mandlová, Nataša Gollová, Hana Vítová, Jiřina Štěpničková).
Na svou dobu vyniká snímek nezvyklým realismem a snahou o civilní pojetí (některé scény byly natáčeny přímo v reálném prostředí pražského obchodního domu Bílá labuť). Někteří pozdější filmoví historikové dokonce označovali snímek za předzvěst italského neorealismu.

## Pedagogická činnost
V roce 1946 stál spolu s jinými českými filmaři u založení FAMU, na které vyučoval po pět dekád (od roku 1963 jako profesor) a na které jistou dobu vedl katedru filmové a televizní režie. Jeho studenty byli například Miloš Forman, Věra Chytilová, Jiří Menzel a jiní představitelé české nové vlny, z nichž většina na Vávru vzpomínala velmi pozitivně a s uznáním. Ze zahraničních režisérů patřili mezi jeho žáky například významní jugoslávští filmaři Emir Kusturica nebo Lordan Zafranović. Z FAMU Vávra odešel v roce 2008. Později napsal autobiografii Moje století.

## Filmografie
- 1931 Světlo proniká tmou
- 1934 Žijeme v Praze
- 1935 Listopad
- 1936 Velbloud uchem jehly
- 1937 Panenství
- 1937 Filosofská historie
- 1938 Na sto procent
- 1938 Cech panen kutnohorských
- 1939 Dívka v modrém
- 1939 Humoreska
- 1939 Kouzelný dům
- 1939 Maskovaná milenka
- 1940 Pacientka Dr. Hegla
- 1940 Podvod s Rubensem
- 1940 Pohádka máje
- 1941 Turbina
- 1942 Okouzlená
- 1942 Přijdu hned
- 1943 Šťastnou cestu
- 1945 Rozina sebranec
- 1945 Vlast vítá
- 1946 Cesta k barikádám
- 1946 Nezbedný bakalář
- 1947 Krakatit
- 1947 Předtucha
- 1949 Láska
- 1949 Němá barikáda
- 1953 Nástup
- 1954 Jan Hus
- 1955 Jan Žižka
- 1956 Proti všem
- 1958 Občan Brych
- 1959 První parta
- 1960 Policejní hodina
- 1960 Srpnová neděle
- 1961 Noční host
- 1962 Horoucí srdce
- 1965 Zlatá reneta
- 1966 Romance pro křídlovku
- 1968 Třináctá komnata
- 1969 Kladivo na čarodějnice
- 1973 Dny zrady
- 1974 Sokolovo
- 1976 Osvobození Prahy
- 1977 Příběh lásky a cti
- 1980 Temné slunce
- 1983 Putování Jana Amose
- 1984 Komediant
- 1985 Veronika
- 1985 Oldřich a Božena
- 1989 Evropa tančila valčík
- 2003 Moje Praha
- 2006 Hlava kance – videoklip[27]